# Кроу, Айра (художник)
Айра Кроу (англ. Eyre Crowe; 3 октября 1824, Лондон — 12 декабря 1910, там же) — английский живописец и график. Сын Айры Эванса Кроу, брат Джозефа Арчера Кроу.
Айра Эванс Кроу был парижским корреспондентом лондонской газеты «Morning Chronicle», так что детство и юность обоих братьев в значительной мере прошли в Париже. Здесь они вместе начали заниматься живописью. Айра Кроу был в числе наиболее близких учеников модного французского художника Поля Делароша и последовал за Деларошем, когда в 1843 г. он закрыл свою парижскую мастерскую и перебрался в Рим.

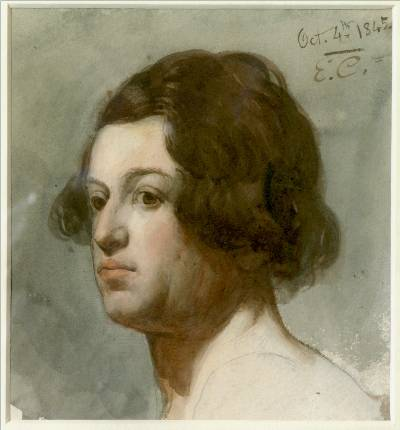
Портрет молодого человека (Теккерея) (акварель, 1845)

На следующий год Кроу переезжает в Лондон и поступает в Королевскую академию художеств. Его картины иногда выставляются, но в целом живопись Кроу не пользуется большим успехом. Он эпизодически выступает в роли художественного критика (в газете «Daily News», редактируемой в этот момент его отцом), однако по большей части жизнь Кроу с конца 1840-х гг. становится всё более тесно связанной с жизнью Уильяма Теккерея, знавшего его ещё ребёнком в Париже. Теккерей даёт Кроу мелкую работу, связанную с иллюстрациями к его произведениям, а с 1851 г. берёт молодого человека на должность своего секретаря в ходе работы над романом «История Генри Эсмонда».

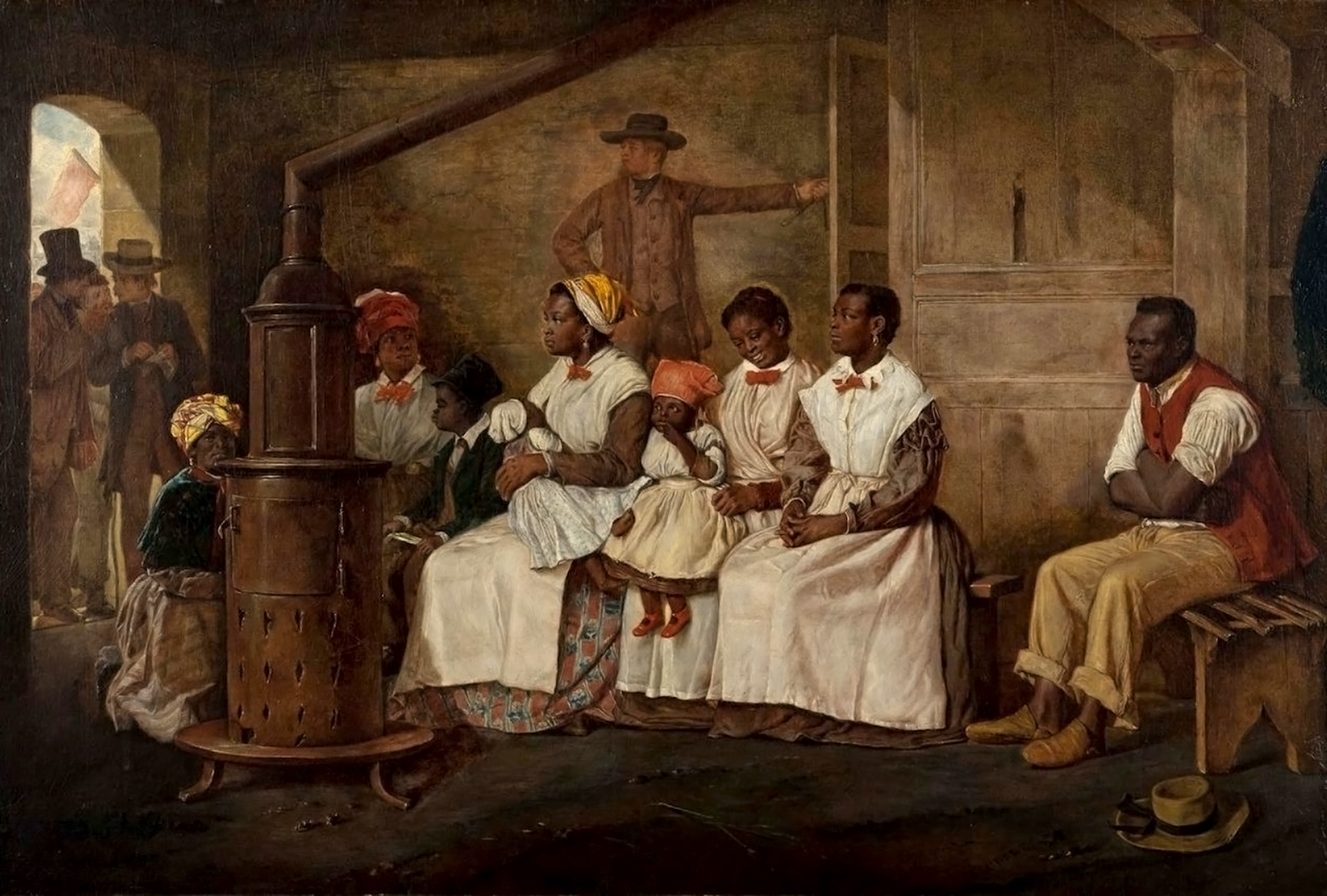
Рабы в ожидании продажи, Ричмонд (Вирджиния) (1861)

В октябре 1852 — мае 1853 гг. Кроу сопровождает Теккерея в ходе его турне по Америке — этот эпизод отражён в позднейшей книге воспоминаний Кроу «С Теккереем по Америке» (англ. With Thackeray in America; 1893).
Возвращение из Америки даёт новый импульс живописному творчеству Кроу: он выставляет несколько работ, посвящённых теме рабства. С этого времени карьера художника Кроу развивается относительно успешно.
С 1857 г. он в течение 52 лет подряд является участником ежегодных выставок Королевской академии художеств, а в 1876 г. избирается её членом. С 1859 (и вплоть до 1900 г.) он также занимает пост инспектора государственных художественных школ.